# Pachastrella multipora
Pachastrella multipora är en svampdjursart som beskrevs av Dickinson 1945. Pachastrella multipora ingår i släktet Pachastrella och familjen Pachastrellidae. Inga underarter finns listade i Catalogue of Life.